# Samt el qusur
Samt el qusur (àrab: صمت القصور, Ṣamt al-quṣūr, comercialitzada en francès com Les Silences du palais) és una pel·lícula tunisiana del 1994 coescrita i dirigida per Moufida Tlatli. La pel·lícula investiga qüestions de gènere, classe i sexualitat al món àrab a través de la vida de dues generacions de dones al palau d'un príncep. Vist amb els ulls d'una jove cantant de noces atractiva, exposa la servitud sexual i social d'un grup de dones en un palau elaborat durant el protectorat francès a Tunísia. Tlatli va escriure la pel·lícula com a resposta. a la sobtada malaltia greu de la seva pròpia mare i la seva posterior constatació del poc que sabia de la seva vida.

## Argument
Ambientada a la Tunísia dels anys 50, la pel·lícula tracta sobre una dona de 25 anys, Alia, que torna al seu lloc de naixement: un palau de príncep on la seva mare, Khedija, treballava com a criada i mestressa. Alia havia fugit del palau deu anys abans, moment en el qual va passar a enterrar records torturadors de la seva infància. En la seva visita per homenatjar la mort del príncep, Alia vaga pel palau en gran part abandonat on s'enfronta a aquests records representats com a detallats flashbacks de la seva infància. Comença a confeccionar una narració sobre la sexualitat i l'explotació sexual de la seva mare en un espai ordenat per la diferència de gènere i classe, i es torna a despertar amb els seus persistents interrogants sobre la identitat del seu pare. Mentre Alia negocia el seu passat, també s'ocupa de la seva relació actual al seu amant, Lotfi, que li ha demanat el que sembla ser un altre avortament. El seu desenvolupament al llarg de la pel·lícula contrasta el seu despertar amb un passat de servitud sexual i social que moltes de les criades van viure al palau contra la seva pròpia independència disputada, plena de dolor, conflicte i incertesa.

## Repartiment
- Hend Sabri: Alia adolescent
- Ghalya Lacroix: Alia adulta
- Amel Hedhili: Khedija, la mare d'Alia
- Kamel Fazaa: Sidi Ali
- Nejia Ouerghi: Khalti Hadda
- Sabah Bouzouita: Schema, un servent
- Sonia Meddeb: Jneina, la dona de Sidi Ali
- Hélène Catzaras: Fella, una criada
- Fatma Ben Saïdane: Mroubia
- Michket Krifa: Memia
- Hichem Rostom: Si Bechir
- Kamel Touati: Houssine, un criat
- Zahira Ben Ammar: Habiba
- Hatem Berrabeh: Salim, fill de Sidi Ali
- Sami Bouajila: Lotfi
- Bechir Feni: el bey
- Khedija Ben Othman: Sarra, la filla de Sidi Ali
- Christian Chartain: amic de Houssine

## Recepció crítica
La pel·lícula va rebre una atenció positiva al Festival de Cinema de Nova York el 1994; El crític de The New York Times Caryn James descriu la pel·lícula com una «història universal de coming-of-age amb un toc feminista». Després d'una estrena més àmplia el 1996, Los Angeles Times va cridar l'atenció sobre la descripció de Tlati dels problemes feministes a Tunísia i va elogiar el seu «estil fluid i sensual», titllant la pel·lícula de «brutal» i «tendre». Un article de Paul Sedra de 2011 descriu la contínua rellevància de Samt el qusur als estudis àrabs.

## Premis
- «Premi Internacional de la Crítica» del Festival Internacional de Cinema de Toronto de 1994
- Festival de Cinema de Canes Menció especial Premi Càmera d'Or de 1994
- Premi Sutherland Trophy dels Premis British Film Institute de 1995
- Tanit d'or del Festival de Cinema de Cartago de 1994
- Premi Tulipa d’or del Festival Internacional de Cinema d'Istanbul el 1995
- Palmera de Plata a la XV edició de la Mostra de València[7]